# I'd Love to Change the World
"I'd Love to Change the World" (em português:  Eu Adoraria/Amaria Mudar o Mundo) é uma canção da banda britânica de blues rock Ten Years After. Composta por Alvin Lee, foi lançada no álbum de 1971, A Space in Time, e é o primeiro single da banda, sendo a mais famosa e popular; alcançou a quadragésima posição na Billboard Hot 100.

## Parada musical
| Tabela (1971)                  | Melhor posição |
| ------------------------------ | -------------- |
| Billboard Hot 100 (EUA)        | 40             |
| Cash Box Top 100 Singles (EUA) | 28             |